# Kongur Jiubie
Kongur Jiubie (také Kongur Tiube) je hora v Kašgarském hřbetu pohoří Pamír v autonomní oblasti Sin-ťiang v Čínské lidové republice. Její vrchol je vysoký 7 530 nebo 7595 m n. m. a jedná se o 47. nejvyšší horu na světě. Kongur Jiubie leží 10,52 km západně od Konguru, se kterým je vrchol spojený hřebenem.

## Prvovýstup
Na vrchol Kongur Jiubie poprvé vystoupila 16. srpna 1956 sovětsko-čínská expedice pod vedením Jevgenije Belezkiho.